# Son of Zorro
Son of Zorro è un serial cinematografico del 1947 diretto da Spencer Gordon Bennet e Fred C. Brannon; è il quarto prodotto dalla Republic Pictures con il personaggio di Zorro. 
Faceva parte del cast l'attore caratterista western Roy Barcroft che interpretava il ruolo di Henchman Boyd.

## Trama
Nonostante il titolo, il "supereroe" della situazione non è il figlio di Zorro che vestito dei neri abiti ricalca le orme del ben più blasonato padre, bensì un lontano cugino (non si sa che grado) di don Diego che, all'indomani della guerra di secessione, gira il far west sul cavallo nero, vestito con maschera e costume viola cercando di abbattere uno spietato e tirannico politico al potere.